# Anatolij Katrič
Anatolij Nikolaevič Katrič (in russo Анато́лий Никола́евич Ка́трич?; Primorsko-Achtarsk, 9 luglio 1994) è un calciatore russo, centrocampista dell'Amkal Mosca.

## Carriera
Ha esordito nella prima divisione russa nella stagione 2014-2015.

## Palmarès

### Club

#### Competizioni nazionali
- Pervenstvo Futbol'noj Nacional'noj Ligi: 1

Dinamo Mosca: 2016-2017